# ثيودور كريستيانسون
ثيودور كريستيانسون (بالإنجليزية: Theodore Christianson)‏ هو قاضي أمريكي، ولد في 4 يونيو 1913، وتوفي في 19 سبتمبر 1955.